# 28. december
28. december je 362. dan leta (363. v prestopnih letih) v gregorijanskem koledarju. Ostajajo še 3 dnevi.

## Dogodki
- 1789 – v Ljubljani prvič uprizorjena Linhartova Županova Micka
- 1800 – v ljubljanski cerkvi sv. Jakoba se Joseph Haydn z mašo Missa in Tempore Belli oddolži za častno članstvo v Filharmonični družbi
- 1895 – v pariški kavarni Café de Paris brata Lumière uprizorita prvo filmsko predstavo Odhod iz tovarne
- 1897 – ustanovljena Pathé Cinéma, prva filmska produkcijska hiša na svetu
- 1908 – sicilijansko mesto Messina prizadene najhujši evropski potres in zahteva 80.000 smrtnih žrtev
- 1937 – razglašena Republika Irska
- 1941 – japonske enote se izkrcajo na Sumatri
- 1942 – Francoska Somalija (Džibuti) se priključi Svobodni Franciji
- 2005 – Republika srbska razpusti ministrstvo za obrambo in Vojsko Republike srbske [mrtva povezava]
- 2014 – v Javansko morje strmoglavi letalo Airbus A320-200 AirAsia let 8501, v nesreči umre 162 potnikov in članov posadke

## Rojstva
- 1047 – Sundžong, 12. korejski kralj dinastije Gorjeo († 1083)
- 1164 – cesar Rokudžo, 79. japonski cesar († 1176)
- 1798 – Thomas James Henderson, škotski astronom († 1844)
- 1818 – Carl Remigius Fresenius, nemški kemik († 1897)
- 1856 – Thomas Woodrow Wilson, ameriški predsednik († 1924)
- 1877 – Julij Nardin, slovenski fizik, izumitelj († 1959)
- 1882 – sir Arthur Stanley Eddington, angleški fizik, astronom, astrofizik, matematik, popularizator znanosti († 1944)
- 1887 – Werner Kolhörster, nemški fizik († 1946)
- 1889 – Friedrich Wilhelm Murnau, nemški filmski režiser († 1931)
- 1898 – Carl-Gustav Arvid Rossby, švedsko-ameriški meteorolog († 1957)
- 1902 – Mortimer Jerome Adler, ameriški filozof († 2001)
- 1903 – John von Neumann, madžarsko-ameriški matematik († 1957)
- 1905 – Earl Kenneth Hines, ameriški jazzovski pianist, skladatelj († 1983)
- 1920 – France Žajdela, slovenski zdravnik onkolog
- 1932 – Manuel Puig, argentinski pisatelj († 1990)
- 1945 – Birendra, nepalski kralj († 2001)
- 1969 – Linus Torvalds, finski računalnikar

## Smrti
- 484 – Eurik, kralj  Vizigotov (* okoli 420)
- 1164 – cesar Go-Sirakava, 79. japonski cesar († 1176)
- 1218 – Robert II., grof Dreuxa, križar (* 1154)
- 1342 – Bartolomeo Gradenigo, beneški dož (* 1260)
- 1367 – Ašikaga Jošiakira, japonski šogun (* 1330)
- 1622 – Sveti Frančišek Saleški, italijanski katoliški teolog, cerkveni učitelj (* 1567)
- 1663 – Francesco Maria Grimaldi, italijanski fizik, astronom, matematik (* 1618)
- 1706 – Pierre Bayle, francoski filozof (* 1647)
- 1708 – Joseph Pitton de Tournefort, francoski botanik (* 1656)
- 1734 – Bob Roy, škotski upornik, izobčenec (* 1671)
- 1767 – Emmerich de Vattel, švicarski pravnik (* 1714)
- 1850 – Heinrich Christian Schumacher, nemški astronom (* 1780)
- 1900 – Alexandre de Serpa Pinto, portugalski raziskovalec, kolonialni upravitelj (* 1846)
- 1913 – Ignacij Žitnik, slovenski politik in časnikar (* 1857)
- 1919 – Johannes Rydberg, švedski fizik (* 1854)
- 1923 – Alexandre-Gustave Eiffel, francoski inženir (* 1832)
- 1925 – Sergej Aleksandrovič Jesenin, ruski pesnik (* 1895)
- 1937 – Joseph-Maurice Ravel, francoski skladatelj (* 1875)
- 1945 – Theodore Herman Albert Dreiser, ameriški pisatelj (* 1871)
- 1959 – Ante Pavelić, hrvaški ustaški voditelj (* 1889)
- 1967 – Katharine McCormick, ameriška feministka in politična aktivistka (* 1875)
- 1984 – Sam Peckinpah, ameriški filmski režiser (* 1925)
- 1986 – John Dann MacDonald, ameriški pisatelj (* 1916)
- 1989 – Hermann Oberth, nemški fizik, raketni inženir (* 1894)
- 2004
  - Susan Sontag, ameriška pisateljica, filozofinja in politična aktivistka (* 1933)
  - Noni Žunec, slovenski tenorist, operni in koncertni pevec (* 1921)
- 2005
  - Stevo Žigon, slovensko-srbski gledališki igralec, režiser (* 1926)
  - Aleš Varoga, slovenski športni novinar (* 1965)